# Thomisus odiosus
Thomisus odiosus es una especie de araña cangrejo del género Thomisus, familia Thomisidae. Fue descrita científicamente por O. Pickard-Cambridge en 1898.

## Distribución
Esta especie se encuentra en México.